# 厄尔河畔卡伊
厄尔河畔卡伊（法語：Cailly-sur-Eure，法語發音：[kaji syʁ œʁ]）是法国厄尔省的一个市镇，位于该省中东部，属于莱桑德利区。

## 地理
厄尔河畔卡伊（49°6'59"N, 1°12'45"E）面积3.33 平方千米，位于法国诺曼底大区厄尔省，该省份为法国北部内陆省份，北起滨海塞纳省，西接奧恩省和卡爾瓦多斯省，南至厄尔-卢瓦省，东临瓦兹省、瓦兹河谷省和伊夫林省。
与厄尔河畔卡伊接壤的市镇（或旧市镇、城区）包括：克莱瓦莱德尔、厄尔河畔厄德勒维尔、伊尔维尔、勒伊。

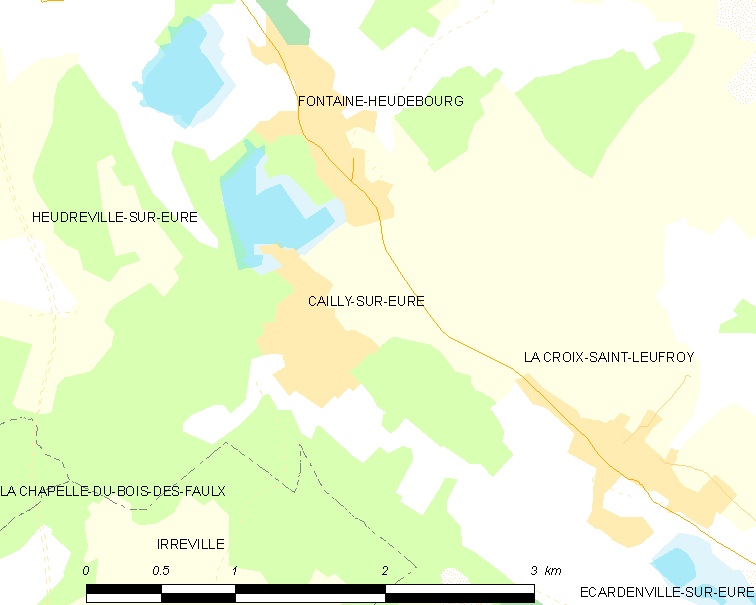
厄尔河畔卡伊的OSM定位图

厄尔河畔卡伊的时区为UTC+01:00、UTC+02:00（夏令时）。

## 行政
厄尔河畔卡伊的邮政编码为27490，INSEE市镇编码为27124。

## 政治
厄尔河畔卡伊所属的省级选区为加永县。

## 人口

1962-2008年间厄尔河畔卡伊人口变化图示

厄尔河畔卡伊于2022年1月1日时的人口数量为223人。